# Provinciale weg 640
De provinciale weg 640 (N640) is een provinciale weg in de provincie Noord-Brabant. De weg vormt een verbinding tussen N641 tussen Oudenbosch en Oud Gastel, en Etten-Leur. Bij Etten-Leur heeft de weg een aansluiting op de A58 richting Roosendaal en Breda.
De N640 is buiten de bebouwde kom uitgevoerd als tweestrooks-gebiedsontsluitingsweg met een maximumsnelheid van 80 km/h. Binnen de bebouwde kom geldt een maximumsnelheid van 50 km/h. In de gemeente Halderberge draagt de weg achtereenvolgens de straatnamen Oudenbossche Koepelbaan, Bosschendijk, Sint Bernardusstraat, Halderbergselaan en Sprangweg. In de gemeente Etten-Leur heet de weg Hoevenseweg, Vossendaal en Vosdonk (naar het gelijknamige industrieterrein).

## Voormalige N640
Tussen 1993 en 2003 was de weg tussen Dinteloord en Roosendaal genummerd als N640. Sinds 2003 is deze weg genummerd als N268. De weg tussen Oudenbosch en Etten-Leur was tot 2003 genummerd als N635 tussen de aansluiting Etten-Leur-West van de A58 en het industrieterrein Vosdonk, en was het gedeelte tussen het industrieterrein en Oudenbosch onderdeel van de N641. Deze weg is sinds 2003 ingekort en loopt slechts tussen Oud Gastel en Oudenbosch.

## Oudenbossche Koepelbaan
Vanuit de snelwegen A58 en A17 werd de kern van Oudenbosch aanvankelijk ontsloten door de provinciale wegen N640 en N641, die gezamenlijk een doorgaande route vormden. 
Omdat de verkeersdrukte op de doorgaande weg door Oudenbosch de leefbaarheid, doorstroming, en veiligheid zwaar onder druk zette, besloot de provincie Noord-Brabant om rond Oudenbosch een rondweg aan te leggen. In de aanleg voorzag het project ‘Zuidelijke Omlegging Oudenbosch’. De nieuwe rondweg kreeg een lengte van circa 5,8 km en liep van de N641 (Kralen) tot aan de aansluiting met de N640 ter hoogte van de Bosschendijk. De nieuwe rondweg passeert de spoorlijn 12 Antwerpen - Lage Zwaluwe door middel van tunnel ter hoogte van de Zeggeweg, en sluit aan op diverse lokale wegen door middel van drie betonrotondes. Voor de aanleg van deze rondweg is een afvalwaterpersleiding met een doorsnede van 150 cm verlegd. Ten slotte zijn 4 fietstunnels aangelegd. De opdracht werd op 18 augustus 2014 gegund aan Dura Vermeer, de oplevering was aanvankelijk voorzien voor de zomer van 2016.
Hoewel tijdens de aanleg werd gesproken over wegnummer N641 werd deze rondweg door de provincie Noord-Brabant uiteindelijk toegevoegd aan de N640. De straatnaam is vastgesteld door de gemeente Halderberge. In overleg met de straatnamencommissie van deze gemeente haalde de regionale krant BN DeStem eerst ideeën op voor nieuwe straatnamen, om in de week van 1 tot 5 augustus 2016 een peiling onder lezers te houden. De meeste stemmen haalde het voorstel 'Via Garibaldi', zo genoemd naar de Italiaanse held Giuseppe Garibaldi die ooit tegenstander was van de Pauselijke Zoeaven die in de negentiende eeuw vaak via Oudenbosch naar Rome reisden.
De straatnamencommissie van de gemeente Halderberge vond Giuseppe Garibaldi echter te zeer omstreden is om de rondweg naar hem te vernoemen. Op zaterdag 17 september 2016 vond de officiële opening plaats en werd de naam Oudenbossche Koepelbaan bekendgemaakt. De weg werd toen opengesteld voor een wandeltocht en een atletiekwedstrijd. Op de maandag erna werd om 6.00 uur 's ochtends de weg opengesteld voor het autoverkeer.
N62 · N69 · N251 · N252 · N253 · N254 · N255 · N256/A256 · N257 · N258 · N260 · N261 · N262 · N263 · N264 · N266 · N267 · N268 · N269 · N270/A270 · N271 · N272 · N273 · N274 · N275 · N276 · N277 · N278 · N279 · N280 · N281 · N282 · N283 · N284 · N285 · N286 · N287 · N288 · N289 · N290 · N291 · N292 · N293 · N294 · N295 · N296 · N296n · N297 · N298 · N300 · N321 · N322 · N324 · N329 · N389 · N394 · N395 · N396 · N397

N556 · N562 · N564 · N570 · N572 · N590 · N595 · N598 · N601 · N602 · N605 · N607 · N612 · N613 · N615 · N616 · N617 · N618 · N620 · N622 · N625 · N629 · N631 · N632 · N637 · N638 · N639 · N640 · N641 · N651 · N652 · N653 · N654 · N655 · N656 · N658 · N659 · N660 · N661 · N662 · N663 · N664 · N665 · N666 · N667 · N668 · N669 · N670 · N671 · N673 · N674 · N675 · N676 · N682 · N683 · N686 · N689 · N690 · N831 · N843

Voormalige provinciale wegen: N299 · N551 · N552 · N553 · N554 · N555 · N560 · N561 · N563 · N565 · N566 · N567 · N568 · N571 · N574 · N580 · N581 · N582 · N583 · N584 · N585 · N586 · N587 · N588 · N589 · N591 · N592 · N593 · N594 · N596 · N597 · N603 · N604 · N606 · N608 · N610 · N611 · N614 · N619 · N621 · N623 · N624 · N626 · N628 · N630 · N634 · N642 · N657